# Der Denker

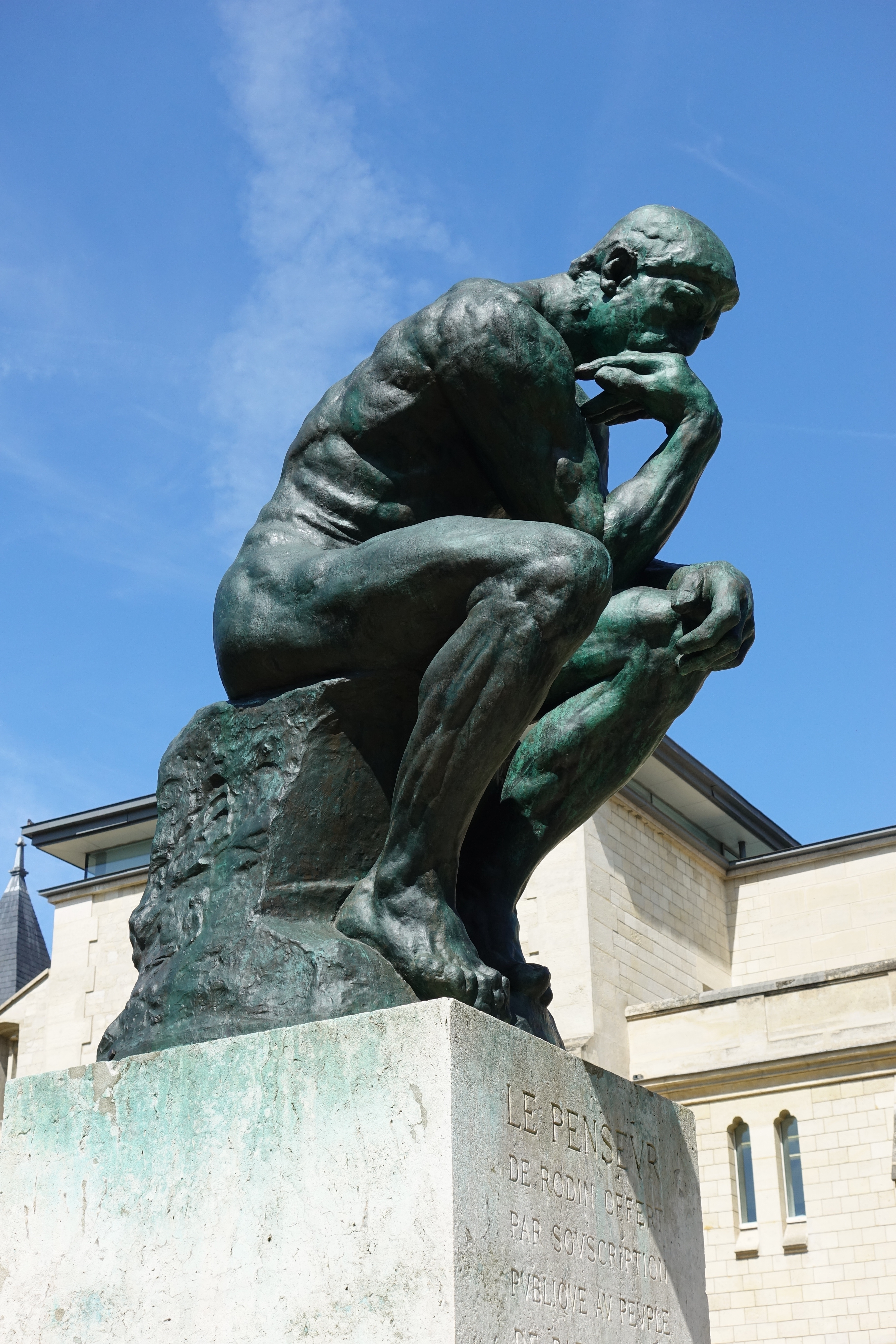
Der Denker vor dem Musée Rodin in Paris

Die Plastik Der Denker (französisch Le Penseur) zählt  zu den Hauptwerken des Bildhauers Auguste Rodin  und entstand zwischen 1880 und 1882.

## Die Plastik

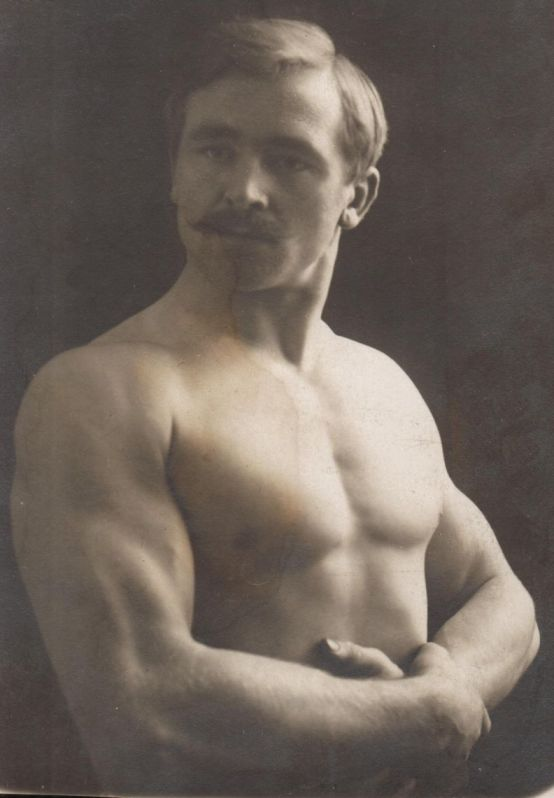
Der Boxer Jean Baud

Das Original ist im Besitz des Musée Rodin in Paris, eine Kopie steht am Grab des Künstlers in Meudon. Die Plastik hat eine Höhe von 72 cm, besteht aus Bronze und wurde fein patiniert und poliert.
Das Werk wurde 1902 auf eine Höhe von 181 cm vergrößert. Die monumentale Version wurde zum ersten Werk des Künstlers im öffentlichen Raum.
Modell für diese Plastik, wie für weitere Arbeiten Rodins, stand der muskulöse französische Preisboxer und Ringer Jean Baud, der meist im Rotlichtmilieu auftrat. Die Plastik soll Dante Alighieri darstellen, den genialen Schöpfer der Göttlichen Komödie. Durch Rodins lange Beschäftigung mit dessen Werk und so auch mit den Grenzen von Himmel und Hölle war der Bildhauer in eine schwere Existenzkrise geraten. Das Höllentor, ein aus Dantes Inferno entwickeltes Portal für das Musée des Arts décoratifs – ein Staatsauftrag, der 1880 aufgegeben wurde – beschäftigte ihn bis an sein Lebensende. Er schuf dafür 186 Figuren, von denen einige auch frei standen. So auch Der Denker, der in starker Anspannung, muskulös und verinnerlicht über das Tun und Schicksal der Menschen nachsinnt. Dieses und viele weitere Werke Rodins waren wegweisend für die Moderne und verkündeten ein neues Zeitalter dreidimensionalen künstlerischen Schaffens.
Jean Baud wurde 1911 auch auf der schweizerischen 50-Frankennote von 1911 von Hodler abgebildet.

## Standorte der Abgüsse
Es gibt heute über 20 Bronzegüsse und Gipsabgüsse dieser Statue, die in der ganzen Welt verstreut sind.

### Originalgröße
- Musée Rodin, Paris
- Ny Carlsberg Glyptotek, Kopenhagen
- Rodin-Museum des Philadelphia Museum of Art
- Nationalmuseum für westliche Kunst, Tokio
- Vatikanische Museen, Rom
- Art Gallery of Ontario, Toronto
- World Trade Center (1973–2001), Sammlung Cantor Fitzgerald. Die Statue überstand den Einsturz des Nordturms, wurde aber danach entwendet.[1]

### Monumentalversion
- Alte Nationalgalerie, Berlin
- Vor der Kunsthalle in Bielefeld
- Brüssel, Friedhof von Laeken

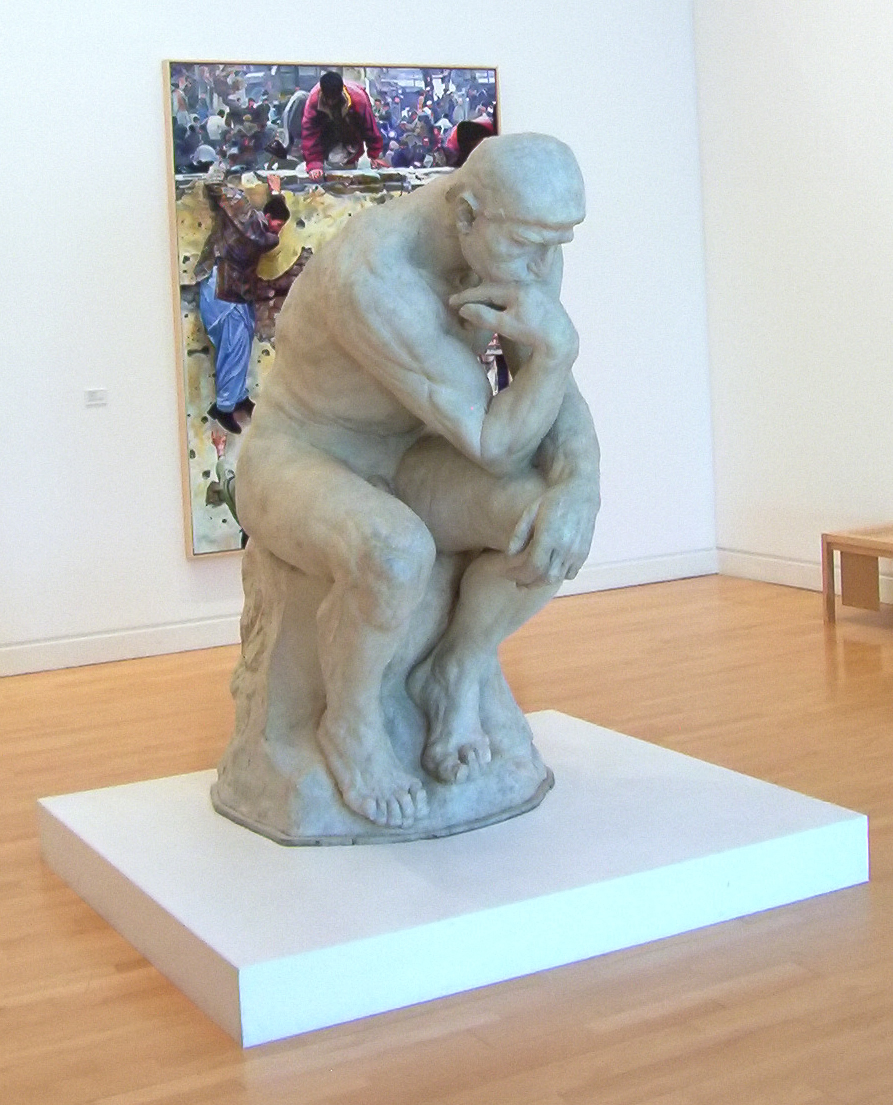
Gipsabguss von 1904 im Musée d’Art Moderne et Contemporain de Strasbourg

- Buenos Aires, Platz vor dem Parlamentsgebäude
- Cleveland Museum of Art
- Compañía Nacional de la Danza, Costa Rica
- University of Louisville, im US-Bundesstaat Kentucky
- Detroit Institute of Arts
- Staatliche Kunstsammlungen Dresden
- Nelson-Atkins Museum of Art in Kansas City
- Köln, Gerling-Konzern
- Kopenhagen, Ny Carlsberg Glyptotek
- Nationalmuseum Kyōto, Kyōto
- Meudon
- Metropolitan Museum of Art, New York
- Paris, Métrostation Varenne
- Rodin-Museum des Philadelphia Museum of Art
- Posen
- San Francisco, Museum Legion of Honor
- Straßburg, Musée d’Art Moderne et Contemporain
- Nationalmuseum für westliche Kunst, Tokio
- Venedig
- Istanbul (Bakirköy Psychiatrie)
- Stanford University (Palo Alto)
- Kunsthaus Zürich (Zürich)
- Waldemarsudde (Stockholm)
- OUE Bayfront Bürokomplex (Singapur)

## Rezeption

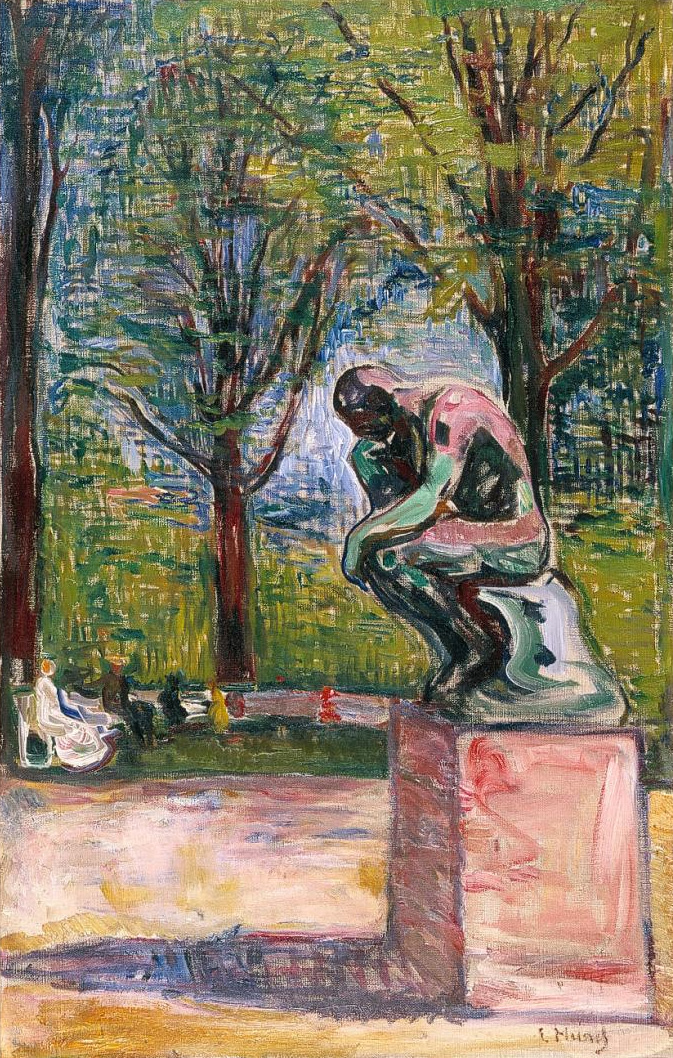
Munch: Rodins Denker (im Park der Lindeschen Villa mit der Familie im Hintergrund)

Der Lübecker Arzt Max Linde ließ sich 1904 eine Kopie der Monumentalversion gießen und stellte sie im Garten seiner Villa auf. Dort malte Edvard Munch sein Gemälde Rodins Denker im Garten von Dr. Linde, das sich heute im Behnhaus befindet. Der Abguss ging indes später an das Detroit Institute of Arts.
Das Kriegerdenkmal von Levroux stellt einen sitzenden, nachdenklich auf den Boden schauenden einfachen Soldaten dar, es ist durch den „Penseur“ von Rodin inspiriert.
Charlie Chaplin zeigt in seinem Film Der große Diktator die Venus von Milo und Rodins Denker mit der Abwandlung, dass die linken Arme zum Hynkel-Gruß emporgestreckt sind. Mit dieser Anspielung auf den Hitlergruß thematisiert Chaplin die Einbindung der Kunst in die NS-Propaganda.
Im Film Nachts im Museum 2 treffen die Protagonisten auf eine Statue des Denkers, die zum Leben erweckt wurde. Auf eine Frage antwortet er lediglich: „Ich denke … ich denke … ich denke“. Später im Film flirtet er mit einer Statue der Aphrodite.
In dem Film Sterben für Anfänger (2007) wird die Statue zitiert, als Alan Tudyk nackt in „Denkerpose“ auf einem Hausdach sitzt.
In Midnight in Paris hat die damalige französische Präsidentengattin Carla Bruni einen Cameoauftritt als Fremdenführerin, indem sie im Garten des Musée Rodin einer amerikanischen Besuchergruppe die Skulptur des Denkers erläutert.
Im Musikvideo der Sängerin Ariana Grande „God Is a Woman“ sitzt sie in der Pose der Denkers, während sie von kleinen wütenden Männern angegriffen wird. Sie werfen in sie Wörter, die sie aus dem Buch nehmen, auf dem sie stehen. Diese prallen jedoch von der Sängerin ab, als sie diese erreichen.
Im Rahmen des in Mannheim ins Leben gerufenen Projekts Stadt.Wand.Kunst zur Bemalung von Häusern in der Stadt mit großflächigen Wandgemälden (sog. Murals) durch nationale und internationale Künstler aus der Streetart-Szene wurde Rodins Denker aufgegriffen und im Wandbild „The Modern Thinker“ umgesetzt.